# Пас (хокей із шайбою)

На діаграмі синій гравець праворуч віддає пас, а синій гравець ліворуч забиває гол.

Пас (гольовий пас, передача) — у хокеї із шайбою націлена передача шайби від одного чи двох гравців однієї команди, в результаті якої був забитий гол. Чим точніший пас, тим більше шансів забити гол. Якщо шайба торкнулася гравця суперника, тоді гольовий пас не зараховується. 
Пас, важлива складова частина атакуючих дій, в ході яких шайба переправляється партнеру. Успішно виконана передача говорить про хорошу взаємозв'язку хокеїстів, на якій будується колективна гра. Передача повинна бути не тільки точною, але і своєчасною. Тобто виконується в найбільш вигідний для партнера момент, коли він може обробити отриману шайбу найкращим чином і розпорядитися нею з максимальною користю. Образно кажучи, пас — це своєрідний діалог хокеїстів. Техніка передачі, точність виконання і тонкість тактичного задуму роблять пас складним ігровим елементом, особливо коли він реалізується на великих швидкостях, притаманних сучасному хокею. Передачі повинні відрізнятися точністю, незалежно від того, адресуються вони в те місце, де знаходиться гравець, або в точку, до якої він наближається.
Способів передачі шайби багато. Чим вище підготовка хокеїста, тим більше способів він знає. Є кистьовий, клацанням та специфічна форма пасу — ковзанами. Нею користуються у виняткових випадках. Такий пас необхідний, коли хокеїст залишається без ключки.